# Elżbieta Tosza

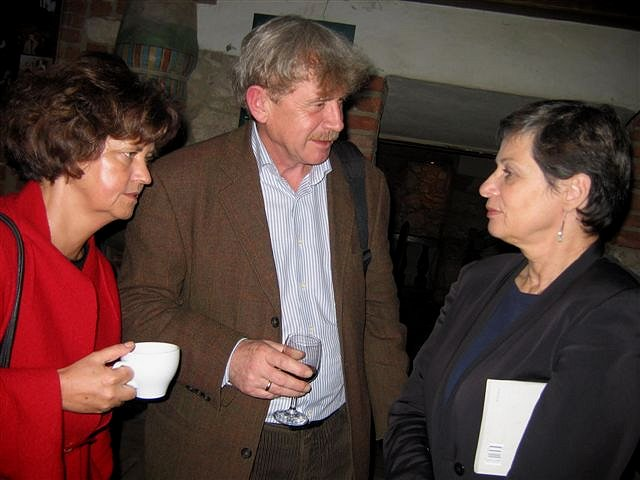
Elżbieta i Bogdan Toszowie, Barbara Toruńczyk, Kraków, 26 października 2007

Elżbieta Tosza (ur. 13 listopada 1952 w Jaworznie) – polska dziennikarka, publicystka, redaktor, animator kultury.

## Życiorys
Córka Krystyny Zawadzkiej i Józefa Folgi. Ukończyła filologię polską na Uniwersytecie Jagiellońskim w Krakowie (1976), oraz Podyplomowe Studium Menedżerów Kultury w Szkole Głównej Handlowej w Warszawie (2003).
W latach 1977–1981 redaktor działu miejskiego i terenowego w „Gazecie Krakowskiej”, autorka publikacji informacyjnych i reportaży, do momentu wprowadzenia stanu wojennego i rozbicia zespołu gazety. Zweryfikowana negatywnie przez komisję weryfikującą dziennikarzy, otrzymała zakaz pisania. W latach 1982–1985 współpracowała z Teatrem im. W. Bogusławskiego w Kaliszu przy redakcji wydawnictw teatralnych. Od 1985 do 1989 r. ponownie w „Gazecie Krakowskiej”, redaktor techniczna sobotnio-niedzielnego wydania gazety oraz autorka cyklu wywiadów z psychologami „Dziecko też człowiek” (ok. 70 odcinków) i tekstów o tematyce kulturalnej. Od 1990 do 1992 r. redaktor naczelny „Nowohuckiego Biuletynu Solidarności” Komisji Robotniczej Hutników NSZZ „Solidarność” Huty im. T. Sendzimira w Krakowie, publikowała także na łamach tygodnika „Głos Nowej Huty”. Od lutego do sierpnia 1992 r. redaktor działu informacji i reportażu w „Dzienniku Polskim” w Krakowie, autorka informacji, wywiadów i reportaży o tematyce społecznej i kulturalnej.
Od września 1992 do 2003 r. kierownik literacki Teatru Śląskiego w Katowicach. Współpracowała przy kształtowaniu programu artystycznego i repertuaru teatru, prowadziła spotkania edukacyjne dla młodzieży w „Studium Wiedzy o Teatrze”, kierowała działalnością wydawniczą, była autorką i redaktorem tekstów programów teatralnych, folderów i katalogów wystaw.
W latach 2004-2006 sekretarz literacki Teatru Polskiego we Wrocławiu. Zajmowała się działalnością wydawniczą, reklamową i informacyjną, opracowaniem programów teatralnych, afiszy i folderów, nadzorowała także stronę internetową teatru.
Była też autorką i koordynatorem cyklu spotkań promujących premiery teatralne pt. „Obok sceny”, których gośćmi były wybitne postaci świata kultury (m.in. Jacek Buras, Tankred Dorst i Ursula Ehler, Brat Moris z Taizé, Miguel Grinberg, Michał Masłowski, Lech Sokół).
Od 2004 r. jest członkiem Rady Programowej Radia Opole. Obecnie pracuje w Operze Krakowskiej.
Publikowała w „Gazecie Krakowskiej”, „Życiu Literackim” „Dzienniku Polskim”, „Czasie Krakowskim”, „Tygodniku Małopolska”, „Arce”, miesięczniku „Śląsk”, kwartalniku „Arkadia”, kwartalniku „Zeszyty Literackie”.
Odznaczona Srebrnym Krzyżem Zasługi (2002) oraz odznaką „Zasłużony Działacz Kultury” (2002).
Zamężna z Bogdanem Toszą, reżyserem teatralnym. Mieszka w Krakowie.

## Twórczość
- Stan serca. Trzy dni z Josifem Brodskim (Książnica 1993, ISBN 83-7025-032-7)
- Teatr Śląski im. Stanisława Wyspiańskiego w Katowicach 1907–1922–1997 (Teatr Śląski 1998, ISBN 83-910093-3-5)

## Opracowania redakcyjne (wybór)
- Iosif Brodski, Marmur (redakcja i opracowanie; Książnica 1993, ISBN 83-7025-029-7)
- Czesław Czapliński: Iosif Brodski (Teatr Śląski im. St. Wyspiańskiego, Katowice 1995)
- 65.rocznica nadania Teatrowi Polskiemu w Katowicach imienia St. Wyspiańskiego (redakcja i opracowanie; materiały konferencji, popularyzującej wiedzę o tradycji Teatru Śląskiego; Teatr Śląski im. St. Wyspiańskiego, Katowice 2001, ISBN 83-910085-0-9)
- Maciej Wojtyszko, Chryje z Polską. Rzecz o Stanisławie Wyspiańskim (redakcja i opracowanie; program teatralny z tekstem sztuki w formie książkowej, z przypisami; Teatr Śląski im. St. Wyspiańskiego, Katowice 2002)
- Tankred Dorst, współpraca Ursula Ehler, Pustynia (redakcja i opracowanie; program teatralny z tekstem sztuki w formie książkowej; Teatr Polski we Wrocławiu 2005)

## Scenariusze i adaptacje
- Günter Grass, Wróżby kumaka (adaptacja powieści; reż. Bogdan Tosza, Teatr Śląski 1996)
- Wisława Szymborska, Znaki szczególne (scenariusz wieczoru poezji; reż. Bogdan Tosza, Teatr Śląski, Scena w Malarni 1996)

## Wystawy autorskie
- Wokół „Wyzwolenia” St. Wyspiańskiego z 1936 roku (wystawa dokumentów i pamiątek historycznych; Galeria Foyer w Teatrze Śląskim, październik 2001)
- Brodski wśród Polaków (wystawa prezentowana w Bratysławie w ramach obchodów 25.rocznicy „Zeszytów Literackich” na zaproszenie Instytutu Polskiego w Bratysławie, wrzesień 2002)
- Brodski wśród Polaków (wystawa prezentowana w klubie „Na Briestskoj” w Moskwie w ramach 63. rocznicy urodzin poety, na zaproszenie Instytutu Polskiego w Moskwie, maj 2003)